# حصن بابليون

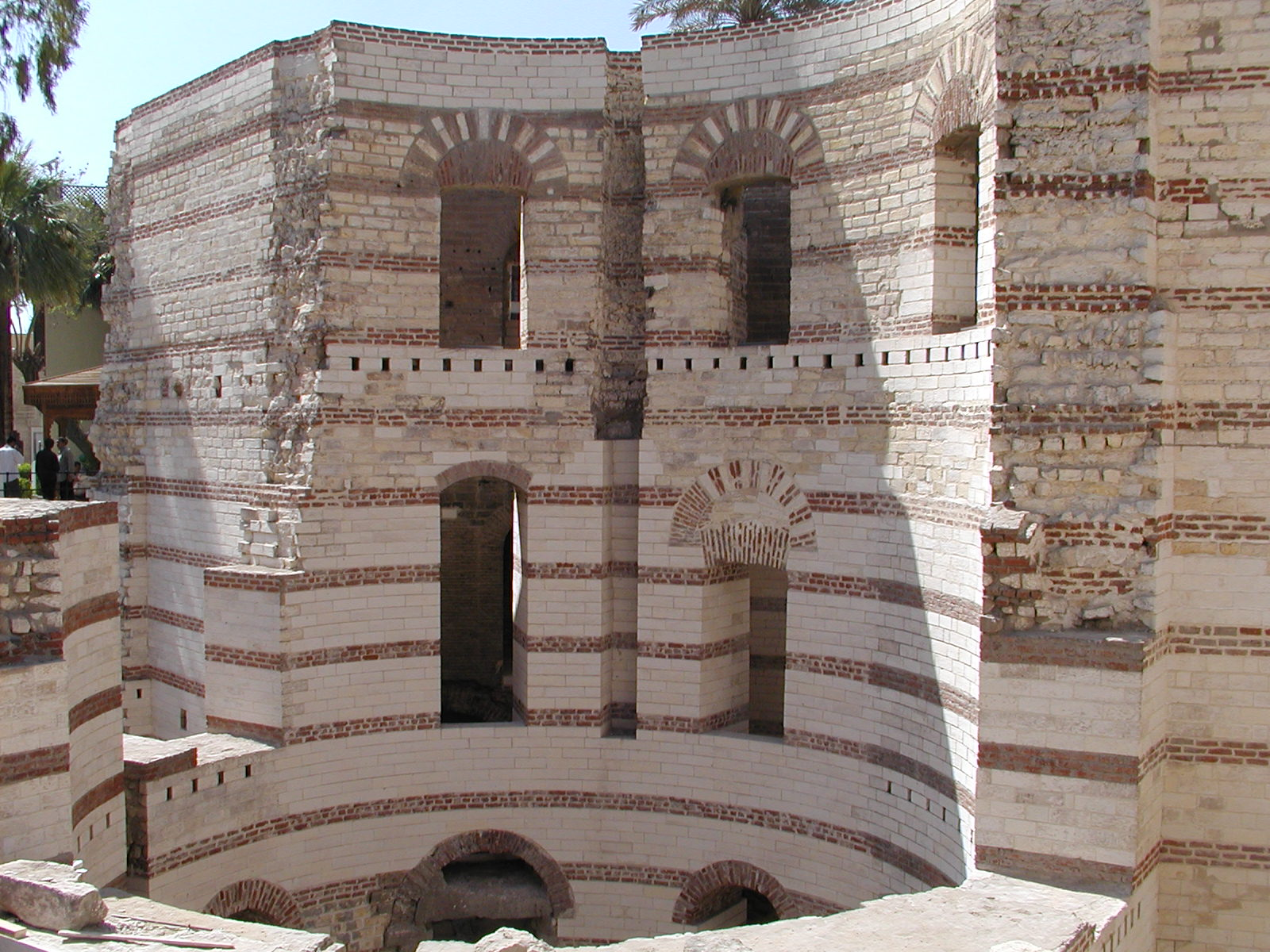
حصن بابليون

يقع حصن بابليون في القاهرة في حي مصر القديمة عند محطة مار جرجس لمترو الأنفاق وكان الإمبراطور تراجان قد أمر ببنائه في القرن الثاني الميلادي في عهد الاحتلال الروماني لمصر وقام بترميمه وتوسيعه وتقويته الإمبراطور الروماني أركاديوس في القرن الرابع حسب رأي العلامة القبطي مرقص سميكة باشا. وقلعة تراجان هذه غير القلعة القديمة التي ذكرها إسترابو المؤرخ وكان موقعها إلى الجنوب من قصر الشمع بالقرب من دير بابليون الحالي.

## البناء

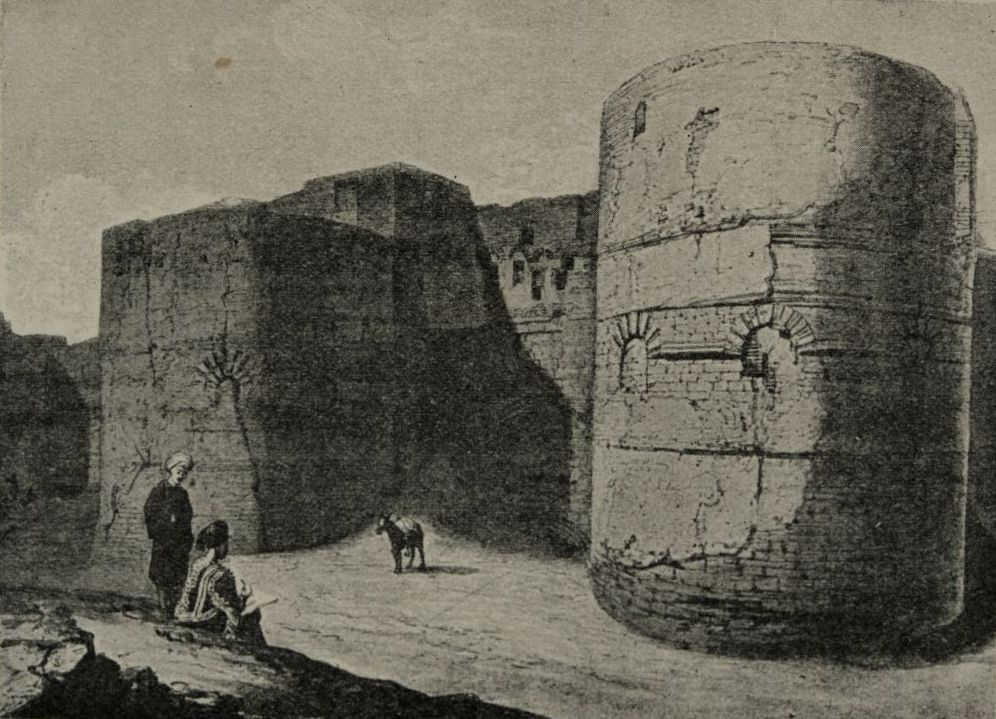
باب قصر الشمع - 1830م

يلاحظ أنه استعمل في بنائه أحجار أُخذت من معابد فرعونية وأكملت بالطوب الأحمر مقاسه 30*20*15 سم ولم يبقَ من مباني الحصن سوى الباب القبلي يكتنفه برجان كبيران - وقد بني فوق أحد البرجين الجزء القبلي منه الكنيسة المعلقة - كما بُني فوق البرج الذي عند مدخل المتحف القبلي كنيسة مار جرجس الروماني للروم الأرثوذكس (الملكيين) أما باقي الحصن وعلى باقي السور في بعض أجزائه من الجهة الشرقية والقبلية والغربية بنيت الكنائس - المعلقة - وأبو سرجة - ومار جرجس - والعذراء قصرية الريحان - ودير مار جرجس للراهبات - والست بربارة - ومعبد لليهود 

## الفتح الإسلامي
في عام 641 سقط الحصن في يد عمرو بن العاص بعد حصار دام نحو سبعة أشهر 18 ربيع الآخر 20 هـ وكان سقوطه إيذاناً بدخول الإسلام في مصر.
اختار ابن العاص مكان صحراوي يعتبر عسكرياً موقعاً إستراتيجياً شمال حصن بابليون وأقام فيه مدينة الفسطاط فوق عدة تلال يحدوها جبل المقطم شرقا وخلفه الصحراء التي يجيد فيها العرب الكَرّ والفَرّ والحرب والنيل غرباً ومخاضة بركة الحبش جنوباً وهما مانعان طبيعيان. شيد عمرو بن العاص مدينة الفسطاط كمدينة حصن وبها حصن بابليون لتكون مدينة للجند العرب.

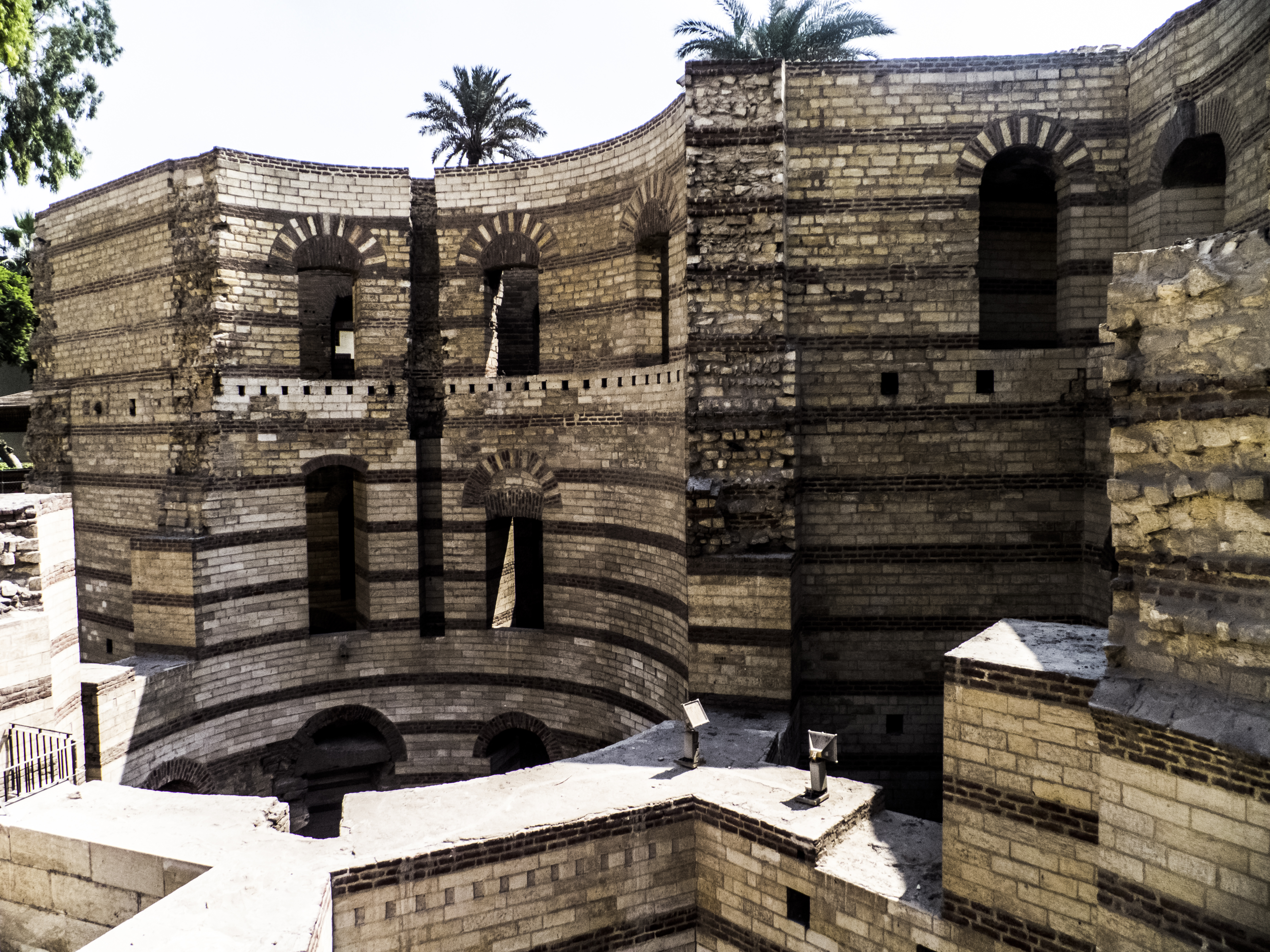
جزء من حصن بابليون بمنطقة مصر القديمة

## قلعة بابليون
يعرف الحصن الروماني بقصر الشمع أو قلعة بابليون وتبلغ مساحته حوالي نصف كيلومتر مربع ويقع بداخله المتحف القبطي وست كنائس قبطية ودير. إطلاق اسم قصر الشمع على هذا الحصن أيضاً يرجع إلى أنه في أول كل شهر كان يوقد الشمع على أحد أبراج الحصن التي تظهر عليها الشمس ويعلم الناس بوقود الشمع بانتقال الشمس من برج إلى آخر.

## معرض صور

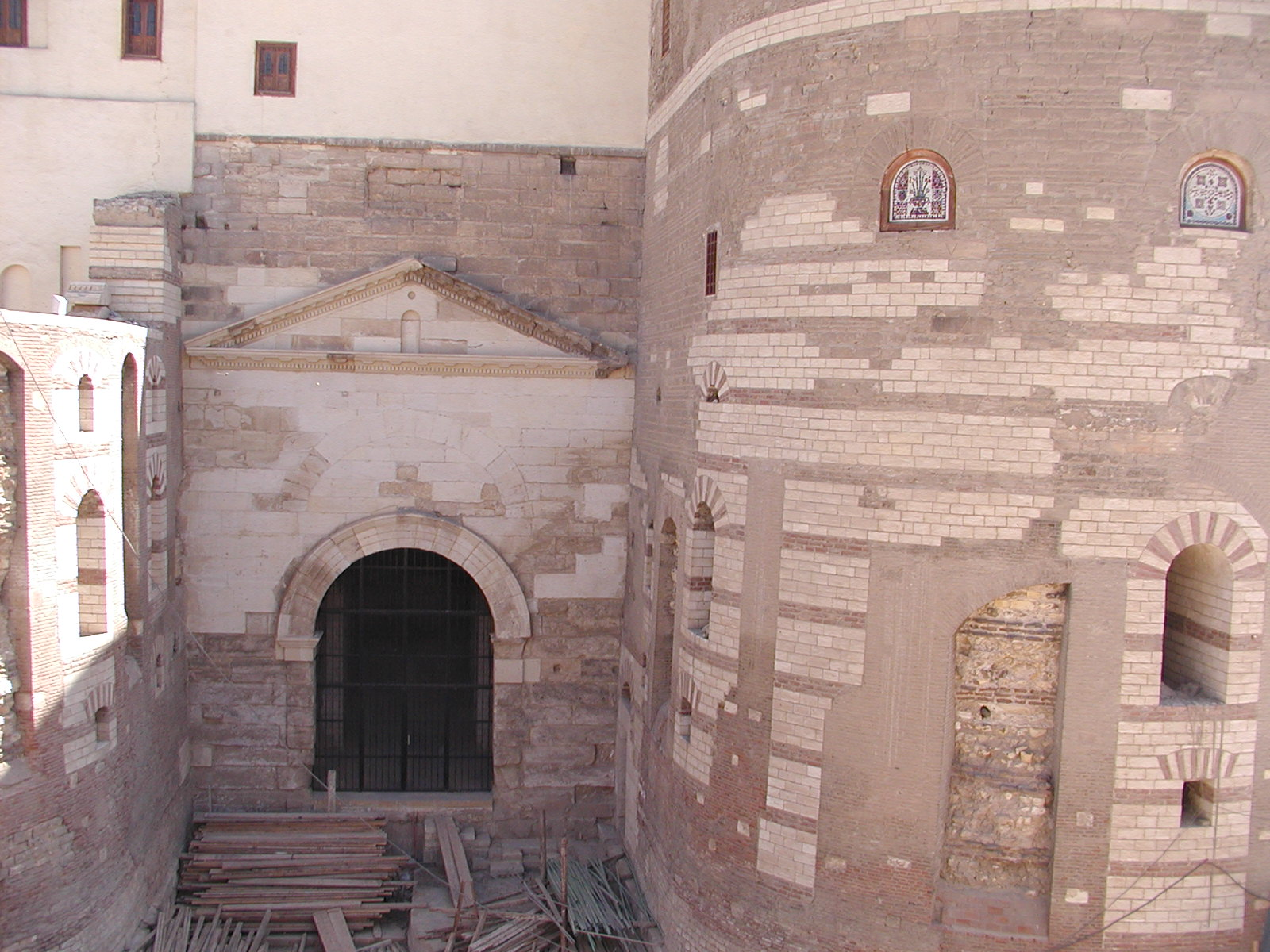
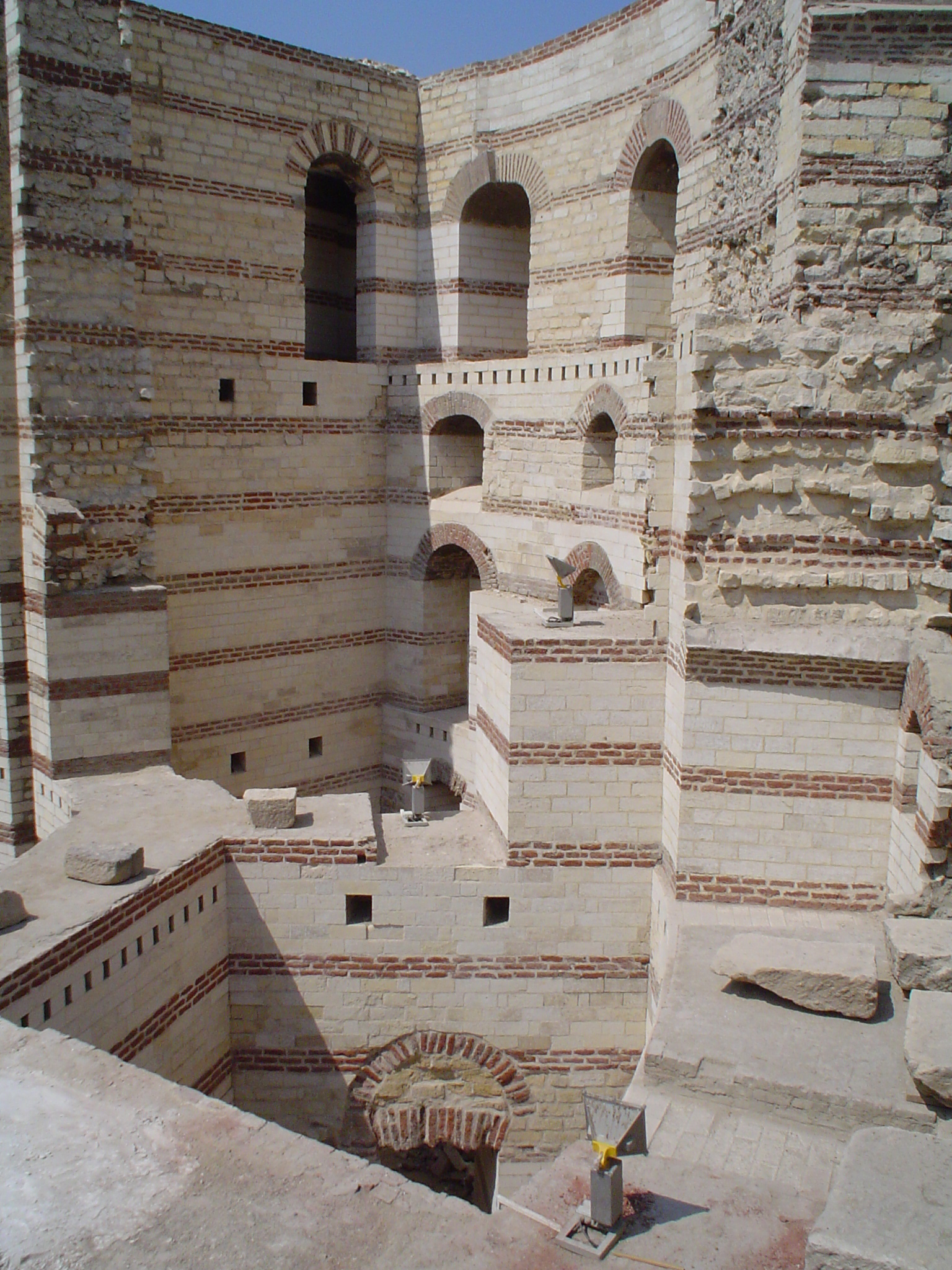
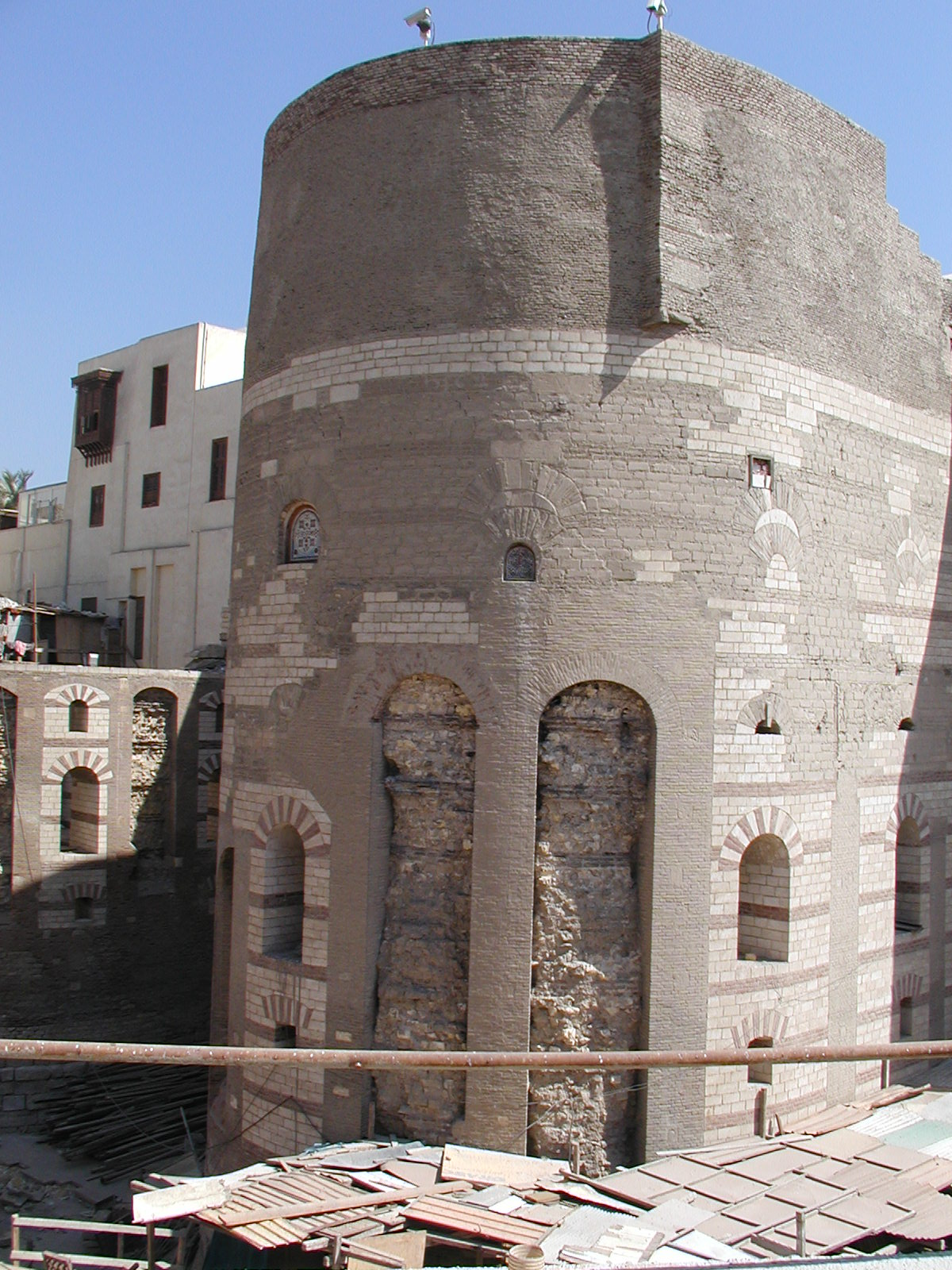
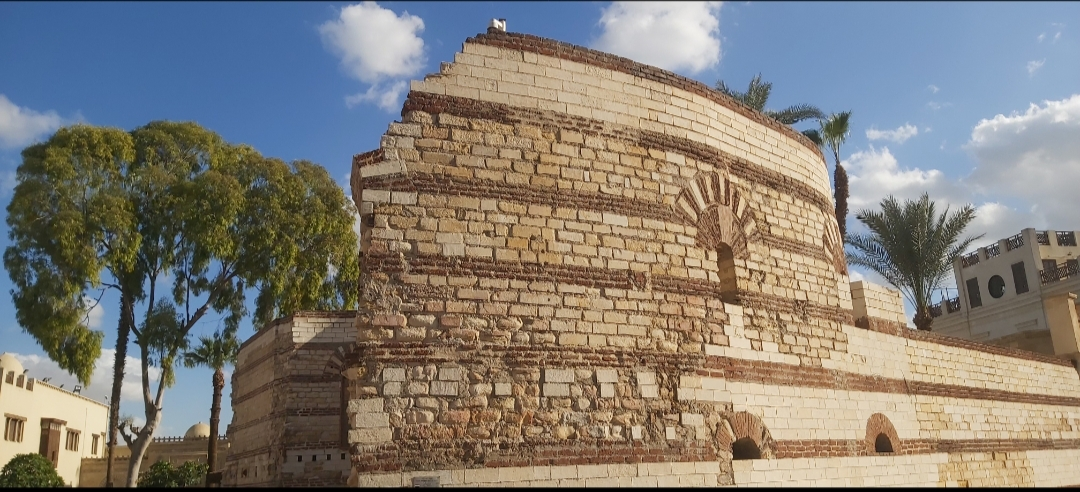